# Liste der Monuments historiques in Chémery-Chéhéry
Die Liste der Monuments historiques in Chémery-Chéhéry führt die Monuments historiques in der französischen Gemeinde Chémery-Chéhéry auf.

## Liste der Immobilien
| Bezeichnung       | Beschreibung           | Standort                                   | Kennzeichnung | Schutzstatus | Datum | Bild           |
| ----------------- | ---------------------- | ------------------------------------------ | ------------- | ------------ | ----- | -------------- |
| Château de Rocan  | ab dem 16. Jahrhundert | Chéhéry, südwestlich des Ortes (Lage)      | PA00078421    | Inscrit      | 1981  | weitere Bilder |
| Kirche Notre-Dame | ab dem 12. Jahrhundert | Malmy, rue de l’Église (Lage)              | PA00078423    | Inscrit      | 1958  | weitere Bilder |
| Kirche St-Sulpice | ab dem 12. Jahrhundert | Chémery-sur-Bar, chemin de l’Église (Lage) | PA00078422    | Classé       | 1920  | weitere Bilder |

## Liste der Objekte
| Bezeichnung                                                              | Beschreibung                                                                           | Standort                                         | Kennzeichnung | Schutzstatus | Datum | Bild |
| ------------------------------------------------------------------------ | -------------------------------------------------------------------------------------- | ------------------------------------------------ | ------------- | ------------ | ----- | ---- |
| Grabstein für Charles de Coucy                                           | Marmor, bezeichnet 1625                                                                | Chémery-sur-Bar, in der Kirche St-Sulpice (Lage) | PM08000724    | Inscrit      | 1972  |      |
| Grabstein für einen Unbekannten                                          | Marmor, vermutlich aus dem 17. Jahrhundert                                             | Chémery-sur-Bar, in der Kirche St-Sulpice (Lage) | PM08000730    | Inscrit      | 1972  |      |
| Hauptaltar                                                               | Altartisch; Marmor, Metall, vergoldet, bezeichnet 1667; aus der Kartause von Mont-Dieu | Chémery-sur-Bar, in der Kirche St-Sulpice (Lage) | PM08000718    | Inscrit      | 1972  |      |
| Grabdenkmal für Charles Clément, Guillemette und Philiippe de Croy       | Kalkstein, bezeichnet 1630                                                             | Chémery-sur-Bar, in der Kirche St-Sulpice (Lage) | PM08000731    | Inscrit      | 1972  |      |
| Grabstein für Jean Mathieu                                               | Marmor, bezeichnet 1675                                                                | Chémery-sur-Bar, in der Kirche St-Sulpice (Lage) | PM08000721    | Inscrit      | 1972  |      |
| Grabstein für Louise de Coucy                                            | Marmor, bezeichnet 1591                                                                | Chémery-sur-Bar, in der Kirche St-Sulpice (Lage) | PM08000727    | Inscrit      | 1972  |      |
| Grabstein für Jacques Varetz                                             | Marmor, bezeichnet 1619                                                                | Chémery-sur-Bar, in der Kirche St-Sulpice (Lage) | PM08000733    | Inscrit      | 1972  |      |
| Kirchengestühl                                                           | zwei Bänke zu vier Sitzen; Eichenholz, 18. Jahrhundert; aus der Kartause von Mont-Dieu | Chémery-sur-Bar, in der Kirche St-Sulpice (Lage) | PM08000719    | Inscrit      | 1972  |      |
| Grabstein für Poncelet Bida                                              | Marmor, bezeichnet 1657                                                                | Chémery-sur-Bar, in der Kirche St-Sulpice (Lage) | PM08000720    | Inscrit      | 1972  |      |
| Grabstein für das erste Kind von Jacques de Coucy und Antoinette Dognies | Marmor, bezeichnet 1564                                                                | Chémery-sur-Bar, in der Kirche St-Sulpice (Lage) | PM08000728    | Inscrit      | 1972  |      |
| Grabstein für ein Kind aus der Familie de Coucy                          | Marmor, vermutlich aus dem 16. Jahrhundert                                             | Chémery-sur-Bar, in der Kirche St-Sulpice (Lage) | PM08000729    | Inscrit      | 1972  |      |
| Taufbecken                                                               | Stein, 11. Jahrhundert                                                                 | Chémery-sur-Bar, in der Kirche St-Sulpice (Lage) | PM08000143    | Classé       | 1911  |      |
| Skulptur Madonna mit Kind                                                | Holz, 15. Jahrhundert                                                                  | Chémery-sur-Bar, in der Kirche St-Sulpice (Lage) | PM08000144    | Classé       | 1959  |      |
| Grabstein für Charles Godbillot                                          | Marmor, bezeichnet 1748                                                                | Chémery-sur-Bar, in der Kirche St-Sulpice (Lage) | PM08000722    | Inscrit      | 1972  |      |
| Grabstein für ein Mitglied der Familie de Coucy                          | Marmor, vermutlich aus dem 17. Jahrhundert                                             | Chémery-sur-Bar, in der Kirche St-Sulpice (Lage) | PM08000726    | Inscrit      | 1972  |      |
| Gedenktafel für Paul, Poncelet und Vincent Bida und Jean Mathieu         | Marmor, Ende des 17. Jahrhunderts                                                      | Chémery-sur-Bar, in der Kirche St-Sulpice (Lage) | PM08000723    | Inscrit      | 1972  |      |
| Grabstein für Claude Antide de Grandmont                                 | Marmor, bezeichnet 1642                                                                | Chémery-sur-Bar, in der Kirche St-Sulpice (Lage) | PM08000725    | Inscrit      | 1972  |      |
| Grabstein für Poncelette Bida                                            | Marmor, bezeichnet 1684                                                                | Chémery-sur-Bar, in der Kirche St-Sulpice (Lage) | PM08000732    | Inscrit      | 1972  |      |